# Poi (muziek)
Poi is een Italiaanse muziekterm met de betekenis dan. Het wordt komt voor als onderdeel van een grotere aanwijzing in een partituur of partij, zoals Dal segno e poi le Coda (betekenis: naar het teken en dan het coda). Strikt genomen is het dus geen muzikale aanwijzing, maar omdat het wordt gebruikt in muziekaanwijzingen, wordt het wel als onderdeel ervan gezien, vergelijkbaar met het woord con (met).